# Памятник Ленину (Симферополь)
Па́мятник Ле́нину — памятник российскому и советскому политическому и государственному деятелю, революционеру, одному из организаторов и руководителей Октябрьской революции 1917 года. Является одной из главных достопримечательностей города Симферополя. Располагается на площади имени В. И. Ленина, подъезд с улиц Севастопольской, Горького, Сергея Ценского, проспекта Кирова.

## Общая информация
Памятник В. И. Ленину и одноимённую площадь в Симферополе торжественно открыли в 1967 году.
Памятник создан по проекту скульптора В.  Г. Стамова и местного архитектора В.  В. Попова. На постаменте из красного полированного гранита стоит бронзовая фигура В. И. Ленина высотой в 5,5 метра. Наклонённая вперёд фигура Ленина опирается левой рукой на трибуну, а в правой держит листки бумаги. Общая высота памятника составляет более 10 метров. На гранитной стеле, установленной перед памятником, высечены слова: «Памятник Владимиру Ильичу сооружён в год 50-летия Великой Октябрьской социалистической революции трудящимися Симферополя» (1967 год).

## Предыстория создания
В главном городе Крыма в советский период памятников Ленину было несколько. Кроме памятника Ленину на площади имени В. И. Ленина и памятника напротив железнодорожного вокзала, в Симферополе были памятники Ленину в городском саду на месте памятника Екатерине ІІ, скульптурные композиции вместе со Сталиным, отдельно в этом же саду.
В 1927 году на углу улиц Пушкина и Р. Люксембург установили бронзовую скульптуру В.И. Ленина, отлитую по проекту М.Г. Манизера. На высокий постамент возвели статую вождя во весь рост, правая рука в кармане брюк, левая держит лацкан пиджака, на голове — кепка. Но большого, монументального памятника в городе не было. 13 июля 1933 г. в КрымСНК поступила докладная записка за подписью заведующего истпартом Крымского обкома ВКП(б) В.К. Аверкина следующего содержания: 
«Все наиболее крупные города Советского Союза воздвигли у себя... памятники вождю Октябрьской революции В.И. Ленину, внеся этим в благоустройство города не только элемент художественной культуры, но и идеологической пропаганды... Имеющиеся в Симферополе скульптурные установки В.И. Ленину (бюст — на Ленинском бульваре и фигура на пьедестале в начале Пушкинской улицы) настолько малы по размерам, что просто пригодны только для камерных установок, а не для улиц, где они, вследствие малого размера, теряются среди высоких зданий... Взамен этих двух памятников, в условиях улиц не имеющих художественно-пропагандистского значения, следует в г. Симферополе, как административно-хозяйственном и культурном центре Крымской республики воздвигнуть такой памятник Ильичу, который был бы одновременно и украшением города, и представлял бы собою элемент художественно-идеологической пропаганды, и являлся бы образцовым примером монументальной скульптуры...».

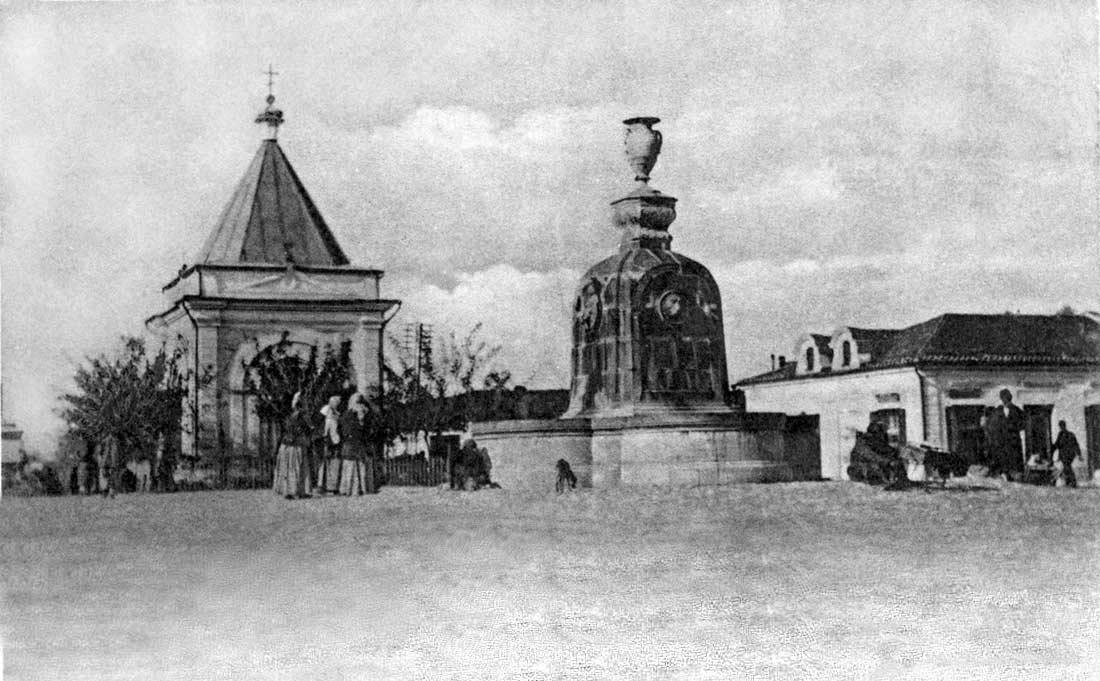
Утраченный при сносе Базарной площади фонтан и часовня

В 1940 г. в городском саду полностью разобрали монумент «Освобождение Крыма». К 20-летию советизации Крыма на этом месте открыли памятник В.И. Ленину. В 1941 году немецкие оккупанты уничтожили этот памятник.  После освобождения в 1944 году на его постамент была установлена небольшая бронзовая скульптура В.И. Ленина известного скульптора М. Г. Манизера, спрятанная перед оккупацией.
В 1950-е годы началась реконструкция Базарной площади (историческое название: Базарная — место, где ранее был огромный базар Симферополя). Находившийся здесь базар Симферополя был перенесен в 1957-м году южнее по проспекту Кирова на ул. Козлова, став Центральным рынком Симферополя. Южная часть бывшего базара стала парком имени Тренёва. В северной части бывшей Базарной части были построены Дом профсоюзов (1959), Дом Советов (1960), украинский музыкальный театр (1977). В 1967 году к юбилею Великой Октябрьской революции на новой площади был открыт памятник Ленину, а площадь была названа именем Ленина.

Это кардинально изменило исторический центр города. Под снос пошли многие здания XIX века постройки, окружавшие Базарную площадь. В 1960 году был построено нынешнее здание Совета министров Крыма в южной части площади. Остаток Базарной площади с большим Львиным фонтаном из диабаза (1865 год, архитектор К. И. Гоняев) освободил место для памятника Ленину, позже снесён маленький Пушкинский сквер и старинные деревья для постройки Украинского музыкального театра. Улицы поменяли своё первоначальное расположение.

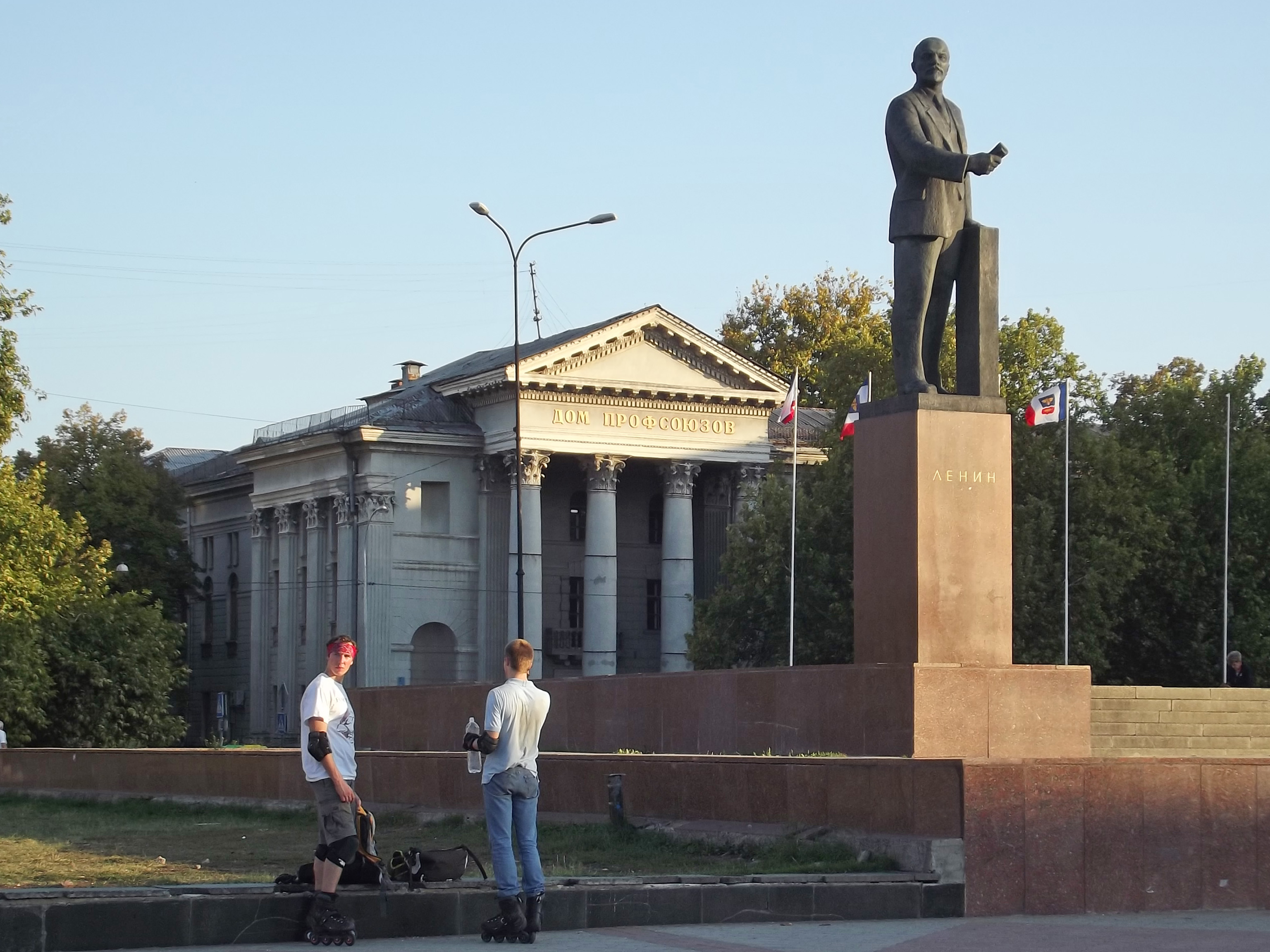
Памятник Ленину на фоне Дома профсоюзов. 2011 год.

## Современное состояние

### Украина
В Симферополе памятник Ленина и площадь являлись местом массовых демонстраций, митингов, протестов. Около него периодически появлялись палаточные городки. Причина такого внимания к памятнику и площади объясняется близостью здания Совета Министров Крыма.

### Аннексия Крыма Российской Федерацией

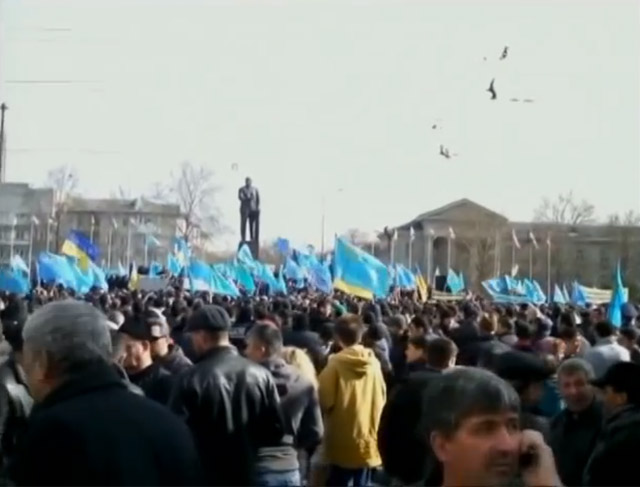
Митинг крымских татар с требованием сноса памятника В. И. Ленину и в поддержку Майдана. 26 февраля 2014 года.

23 февраля 2014 года на площади Ленина в Симферополе прошёл организованный меджлисом митинг памяти известного крымскотатарского общественного и политического деятеля Номана Челебиджихана, в ходе которого председатель Меджлиса Рефат Чубаров призвал крымских членов Партии регионов выйти из партии, а также потребовал от городских властей в десятидневный срок снести памятник Ленину. В ответ городские организации коммунистов и пенсионеров заявили о защите данного памятника от сноса, и памятник не стал звеном в цепи «Ленинопада». Незадолго перед этим неизвестными был сброшен с пьедестала памятник Ленину в поселке Зуя Белогорского района Крыма. На следующий день 27 февраля на территории Крыма развернулись действия многочисленных вооружённых формирований — отряды самообороны из местных жителей, «беркутовцев», казаков и представителей различных российских общественных организаций, прибывших в Крым по собственной инициативе для «защиты соотечественников». Памятник Ленину и события вокруг попытки его сноса остались в памяти крымчан одним из ключевых символов событий «Крымской весны»:
- 24 февраля 2014 года был сброшен с пьедестала памятник Ленину в поселке Зуя Белогорского района Крыма[13].
- 7 августа 2014 года памятник Ленину в Оленевке хотели сбросить в море[14].
- 12 июля 2016 года был сброшен с постамента памятник маленькому Владимиру Ульянову (Ленину) в детском парке Севастополя[12]
- 21 октября 2016 неизвестными был уничтожен памятник Ленину в Судаке[15].

16 марта 2015 года в день первой годовщины проведения Всекрымского референдума, состоялась презентация обновлённой площади и отреставрированного памятника.
Попытки некоторых российских чиновников убрать памятник Ленина вызывают негативную реакцию симферопольцев:
Ленина нельзя трогать. Это наша история. Тут политический вопрос, поэтому резких движений не делайте, даже высказываний. Это совет. Тут есть определенная наша ментальность. Ленина трогать нельзя, а это значит, и двигать тоже.